# Kings Row
Kings Row is een Amerikaanse dramafilm uit 1942 onder regie van Sam Wood.

## Verhaal
Vijf jongeren groeien in de late 19e eeuw op in Kings Row. In dat Amerikaanse provinciestadje worden ze geconfronteerd met dubbelmoraal en hypocrisie. Een van de jongeren gaat psychiatrie studeren bij de vreemde vader van zijn vriendin.

## Rolverdeling
| Acteur            | Personage           |
| ----------------- | ------------------- |
| Ann Sheridan      | Randy Monaghan      |
| Robert Cummings   | Parris Mitchell     |
| Ronald Reagan     | Drake McHugh        |
| Betty Field       | Cassandra Tower     |
| Charles Coburn    | Dr. Henry Gordon    |
| Claude Rains      | Dr. Alexander Tower |
| Judith Anderson   | Harriet Gordon      |
| Nancy Coleman     | Louise Gordon       |
| Kaaren Verne      | Elise Sandor        |
| Maria Ouspenskaya | Marie von Eln       |
| Harry Davenport   | Kolonel Skeffington |
| Ernest Cossart    | Pa Monaghan         |
| Ilka Grüning      | Anna                |
| Pat Moriarity     | Tod Monaghan        |
| Minor Watson      | Sam Winters         |